# Miyama, Kyoto Prefecture
Miyama, Kyoto Prefecture ist ein deutscher Dokumentarfilm von Rainer Komersüber das Leben des Musikers Uwe Walter in Japan, der am 11. Mai 2023 in den deutschen Kinos startete.

## Inhalt
Der deutsche Musiker Uwe Walter lebt seit mehreren Jahrzehnten im japanischen Bergdorf Miyama. Hier hat er an eine alte Schule ein Holzhaus als Werkstatt angebaut. In der Folge sieht man ihn immer wieder wie er ein Reisfeld bepflanzt oder Arbeiten im Dorf verrichtet. Teilweise geht es um seine Beziehung zur japanischen Musik.
Dazwischen werden Jäger gezeigt, die bei der Hatz auf die Rehe warten, um die Felder der Bauern zu schützen. Außerdem werden Alltagsszenen der Dorfbewohner gefilmt, wie sie auf einen Bus warten oder für einen festlichen Umzug üben. Auch werden sie über ihre Lebenssituation und ihre Beziehung zu Tod oder Zufriedenheit interviewt. Dabei stehen die Personen oft in der idyllischen ruhigen Natur.
Zuletzt wird Walter von den Dorfbewohnern aufgefordert, sein bisheriges Zuhause, die alte Dorfschule, abzureißen, weil die Dorfgemeinschaft es beschlossen hat. Walter stemmt sich zunächst dagegen, doch in der letzten Szene ist er zu sehen, wie er die Trümmer ordnet und lakonisch über einen Neuanfang nachdenkt.

## Rezeption
Andreas Köhnemann von Kinozeit: „Die Bilder, mit denen Komers seinen Film enden lässt, machen allerdings deutlich: Etwas von dem, was war und ist, wird immer bleiben – und das Neue wird sich mit dem Alten verbinden.“
Daniel Kothenschulte von der Frankfurter Rundschau: „Wer immer schon das Gefühl hatte, eine gewisse Sehnsucht nach dem japanischen Landleben zu verspüren, findet in diesem Kunstwerk von einem Dokumentarfilm jedenfalls tausend Gründe dafür.“

## Produktion
Der Film wird über den Filmverleih Real Fiction vertrieben.